# Bufoides meghalayanus
Bufoides meghalayanus är en groddjursart som först beskrevs av S.S. Yazdani och Shyamal Kumar Chanda 1971.  Bufoides meghalayanus ingår i släktet Bufoides och familjen paddor. IUCN kategoriserar arten globalt som starkt hotad. Inga underarter finns listade.